# الشعراوية (طولكرم)
الشعراوية  هو اسم يطلق على مجموعة قرى وبلدات قضاء طولكرم وقضاء جنين.
والشعراوية هي الأرض كثيرة الأشجار ذات الأغصان المتشابكة حيث كانت الأحراش تغطي التلال في منطقة طولكرم وجنين. 

## بلدات الشعراوية الغربية في منطقة طولكرم
- الجاروشية
- دير الغصون
- عتيل
- علار
- صيدا
- زيتا
- باقة الشرقية
- النزلة الغربية
- النزلة الشرقية
- النزلة الوسطى
- نزلة أبو نار
- نزلة عيسى
- قفين
- عكابا
- باقة الغربية (تسيطر عليها إسرائيل منذ عام 1948)
- بير السكة (تسيطر عليها إسرائيل منذ عام 1948)
- إبثان (تسيطر عليها إسرائيل منذ عام 1948)
- يمه (تسيطر عليها إسرائيل منذ عام 1948)
- زلفة (تسيطر عليها إسرائيل منذ عام 1948)
- المنشية (تسيطر عليها إسرائيل منذ عام 1948)
- وادي قباني (تسيطر عليها إسرائيل منذ عام 1948)
- وادي الحوارث (تسيطر عليها إسرائيل منذ عام 1948)
- جت (تسيطر عليها إسرائيل منذ عام 1948)
- رمل زيتا وتسمى ايضًا خربة قزازة (تسيطر عليها إسرائيل منذ عام 1948)[6]
- قرية ميسر

## بلدات الشعراوية الشرقية في منطقة جنين
ومنها قرى وبلدات عرابة، وكفر راعي، وسيلة الظهر، وبرطعة وغيرها.